# 新達廣場

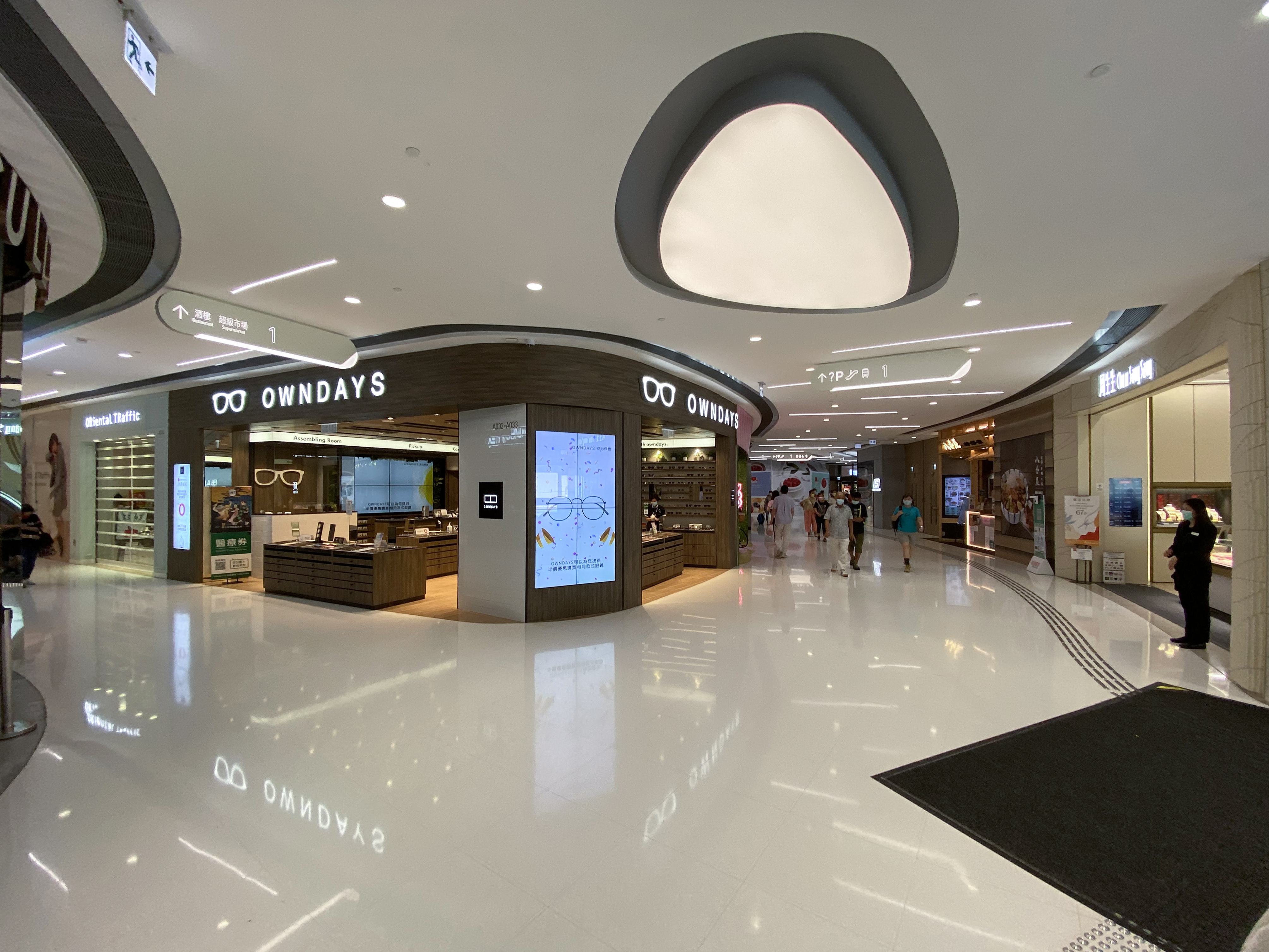
翻新後的新達廣場商場通道（2021年）

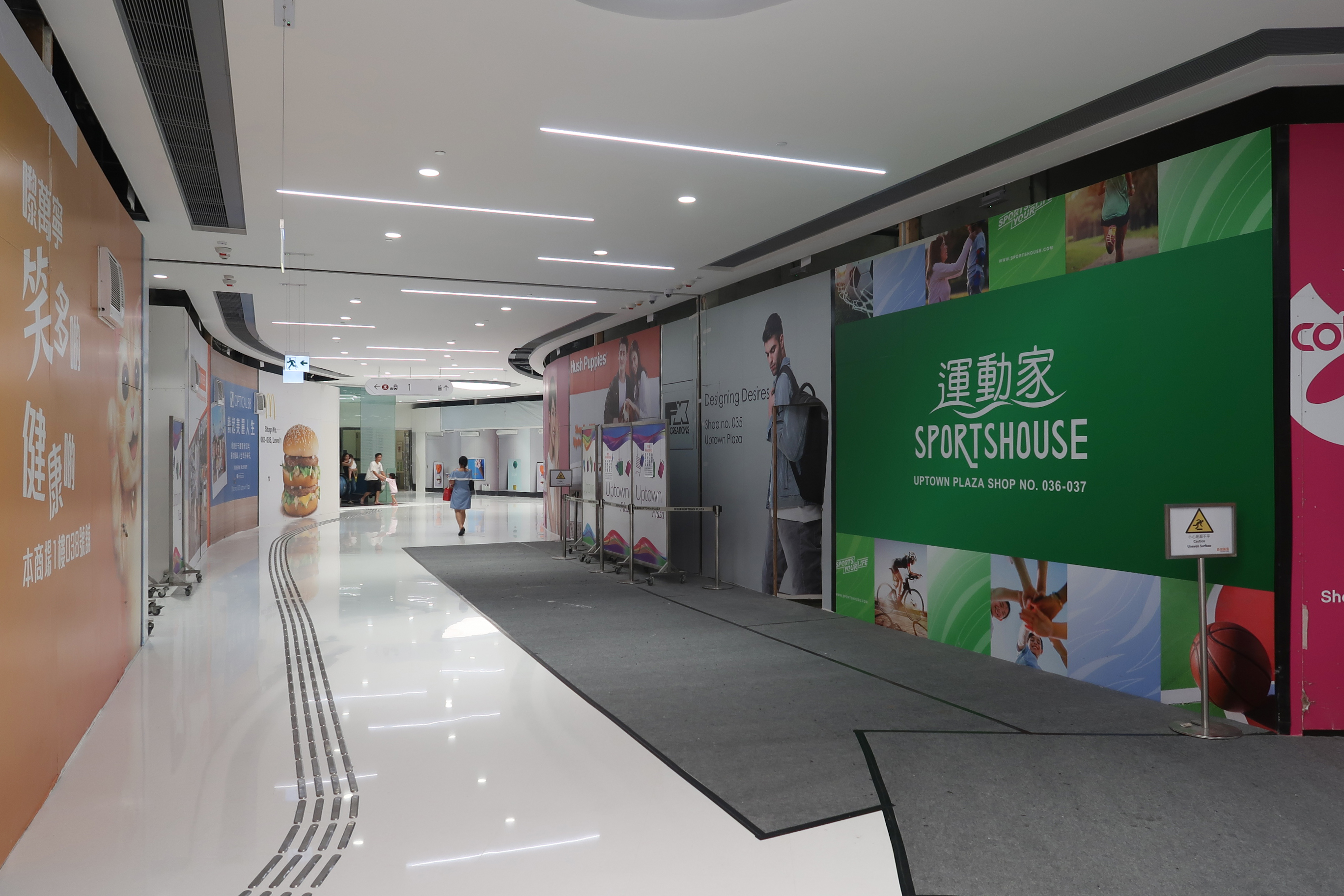
商場在2019年1月起進行翻新工程，於同年第二季完工，翻新後繼續沿用白色作主調

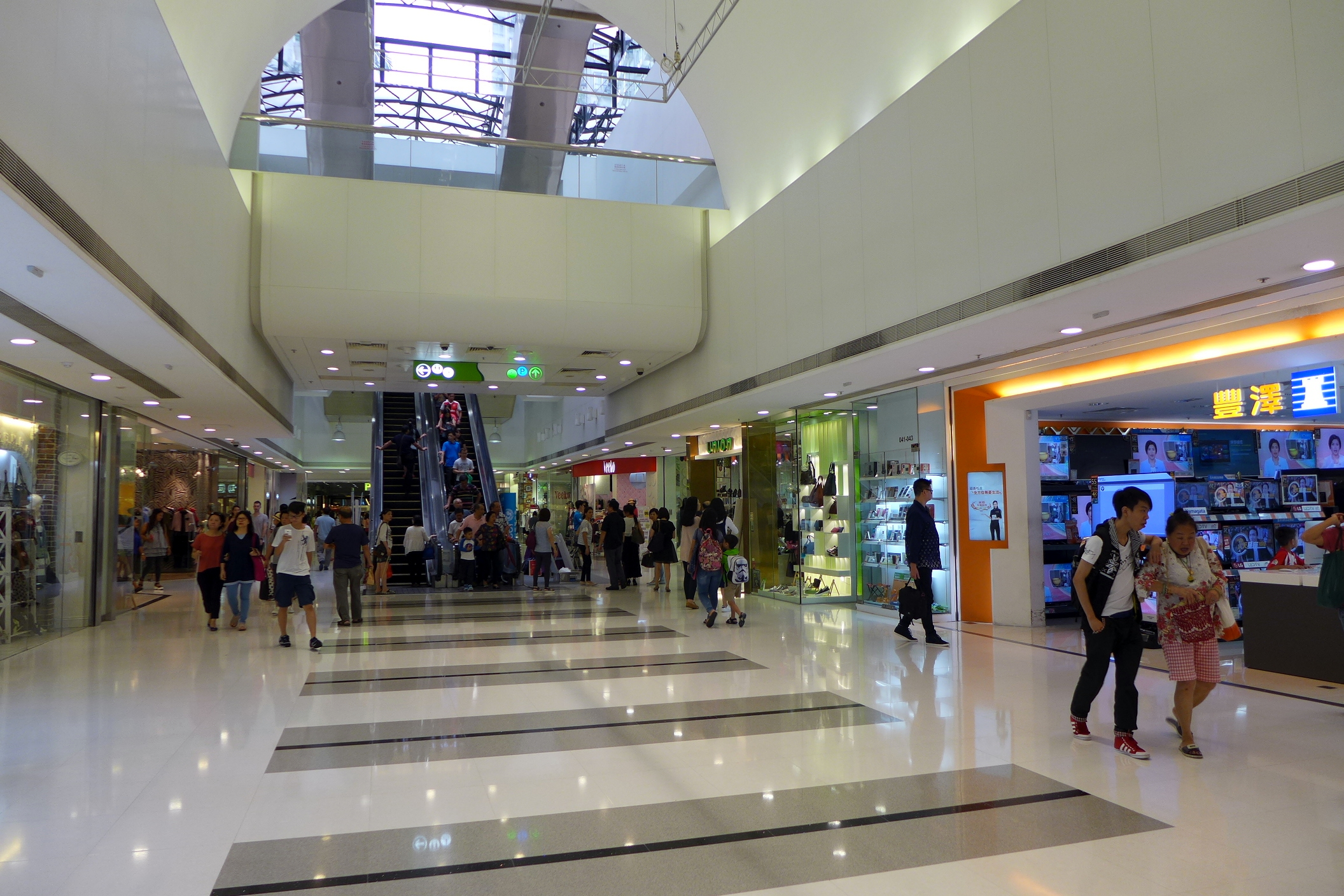
新達廣場商場中庭（2016年）

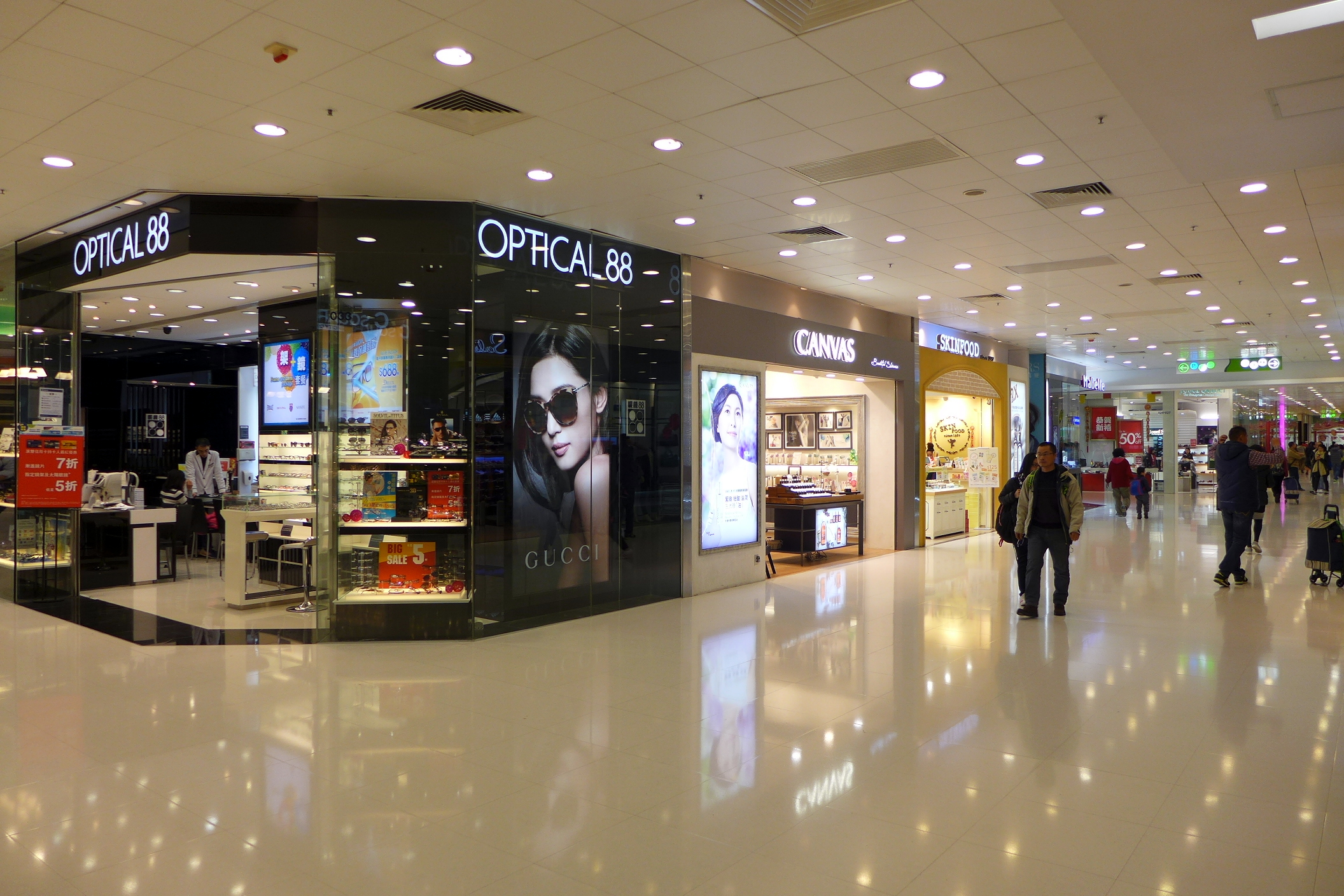
新達廣場商場通道（2016年）

新達廣場（英語：Uptown Plaza）位於香港新界大埔南運路9號，是唯一一個靠近港鐵大埔墟站的大型商場，佔地約16萬平方呎。由新鴻基地產發展，由旗下新鴻基工程負責設計，由旗下明輝建築負責興建，也是繼太和邨第2、3期後，全港首批採用預製組件施工的物業發展項目，於1991年4月入伙，商場部份的管理公司為啟勝管理服務，住宅部份則由康業服務負責提供物業管理。

## 歷史
1983年前的大埔墟火車站（現時的香港鐵路博物館），由於隨著大埔新市鎮的發展，車站將會不敷應用，因此九廣鐵路隨著電氣化工程，而改選南運路一帶作為新火車站的地點，建成初期人流並不多，直至新達廣場建成後才吸引較多大埔區的居民使用。新達廣場建成初期已有多輛免費接駁的九鐵巴士來往於大埔區，包括富善邨（K17線）、大埔中心（K12線）、八號花園（K12線）及廣福邨（K18線）等，此舉為新達廣場帶來較多的人流。

## 地理位置
新達廣場毗鄰港鐵大埔墟站，地庫為大型的巴士站，鄰近有大埔區最重要的小巴站及多個私人屋苑接駁巴士站，交通網絡發達。而且鄰近大埔墟及大埔綜合大樓，亦有行人天橋接駁前往運頭塘邨，因此能夠吸納一定程度的大埔區居民。

## 住宅
屋苑設6幢住宅大廈，合共提供1,200伙單位，面積介乎500至700平方呎，分兩房及三房間隔，其中七成為兩房戶。平台設泳池及網球場等設施。

## 商場
與其他鐵路沿線商場，如沙田的新城市廣場及上水的上水廣場相比，新達廣場並非區內最大型的購物商場，亦無連接區內其他商場的行人天橋，而商場所連接的大埔墟站本身不如沙田站和上水站位處新市鎮的中心地段，遠離除運頭塘以外的其他居住區，因此新達廣場無法成爲大埔區的龍頭商場，其地位不如林村河北岸的大埔超級城，吸引的人流亦較有限。
新達廣場店舖主要集中於一樓，包括多間快餐店及各式店鋪，主要包括周生生、眼鏡88、萬寧、屈臣氏、（页面存档备份，存于）地產代理及銀行。食肆主要包括麥當勞、大家樂、米線陣、上海姥姥、敏華冰廳、euro go go、Oliver's Super Sandwiches、MOS Burger、元氣壽司。
二樓只有海港薈、Organic Beauty美容店、Fusion by PARKnSHOP及連接住宅的扶手電梯及停車場。
2019年1月起，商場一樓進行翻新工程，於同年第二季完工。

## 外部連結
- 新達廣場被控殘疾歧視 - 香港電梯網

22°26′37.88″N 114°10′9.34″E / 22.4438556°N 114.1692611°E